# Amperímetre de pinça

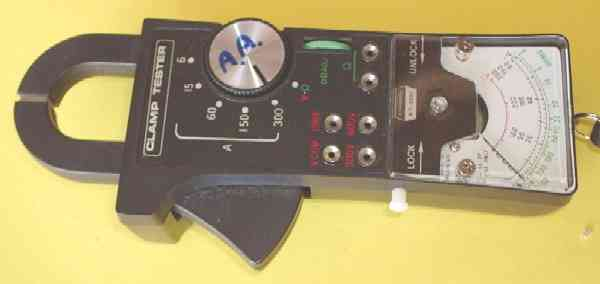
Un multímetre amb la pinça incorporada. Al prémer el botó gran de la part inferior s'obre la mandíbula inferior de la pinça, fet que permet posar la pinça al voltant d'un conductor.

L'amperímetre de pinça o  pinça amperomètrica  és un dispositiu elèctric (accessori d'un multímetre o incorporat a ell) que té dues mandíbules que s'obren per permetre situar-la al voltant d'un conductor elèctric, (tancant-se mitjançant l'acció d'una molla).
La inserció de la sonda permet mesurar la magnitud del corrent elèctric que passa a través del conductor sota mesura, sense haver de fer contacte físic amb ell, i sense l'inconvenient d'haver d'obrir el circuit en el qual es vol mesurar el corrent emprant un amperímetre clàssic.

## Descripció
El funcionament de la pinça es basa en la mesura indirecta del corrent circulant per un conductor a partir del camp magnètic o dels camps que aquesta circulació de corrent genera. Rep el nom de pinça perquè consta d'un sensor, en forma de pinça, que s'obre i abraça el cable del que en volem mesurar el corrent.
Aquest mètode evita obrir el circuit per a efectuar la mesura, així com les caigudes de tensió que podria produir un instrument clàssic. D'altra banda, és summament segur per a l'operari que realitza el mesurament, ja que no cal un contacte elèctric amb el circuit sota mesura, ja que, en el cas de cables aïllats, ni tan sols cal aixecar l'aïllant.
Aquestes pinces són utilitzades pels electricistes, de vegades amb la pinça s'hi incorpora un multímetre universal.
Amb el transformador de corrent adequat, és fàcil mesurar corrents molt elevats (centenars d'ampers). Però amb una pinça de transformador de corrent és més difícil mesurar amb precisió petits corrents d'uns pocs mil·liamperes.

## Ús

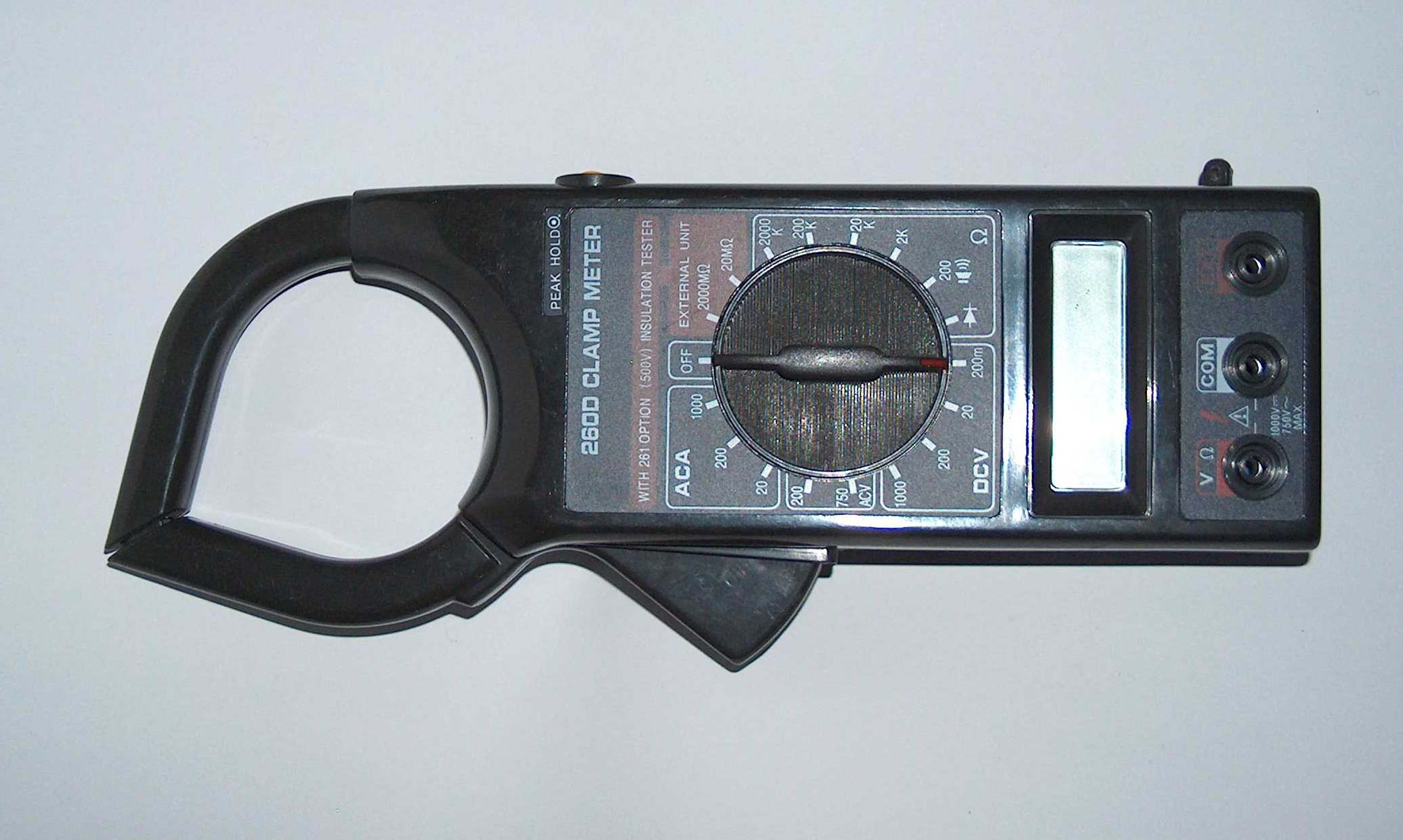
Pinça amperimètrica moderna

Per utilitzar una pinça, s'ha de passar només un sol conductor a través de la sonda, si es passa més d'un conductor a través del bucle de mesura, el que s'obtindrà serà la suma vectorial dels corrents que flueixen pels conductors i que depenen de la relació de fase entre els corrents.
En particular, si la pinça es tanca al voltant d'un cable paral·lel de dos conductors que alimenta un equip, en el qual òbviament flueix el mateix corrent per ambdós conductors (i de sentit o fase contraris), ens donarà una lectura de "zero".
Per aquest motiu les pinces es venen també amb un accessori que es connecta entre la presa de corrent i el dispositiu sota prova. L'accessori és bàsicament una extensió curta amb els dos conductors separats, de manera que la pinça es pot posar al voltant d'un sol dels conductors.
La lectura produïda per un conductor que transporta un corrent molt baix pot ser augmentada passant el conductor al voltant de la pinça diverses vegades (fent una bobina), la lectura la real serà la mostrada per l'instrument dividida pel nombre de voltes, amb alguna pèrdua de precisió a causa dels efectes inductius.

## Nota
1. ↑  Pablo Alcalde San Miguel. ELECTROTECNIA.  Editorial Paraninfo, gener 2008, p. 233–. ISBN 9788497326469 [Consulta: 10 maig 2011].